# Joe Holt (Schauspieler)
Joe Holt (* 22. Februar 1970 in Tachikawa, Präfektur Tokio, Japan) ist ein US-amerikanischer Schauspieler, Filmproduzent, Filmregisseur, Drehbuchautor und Synchronsprecher.

## Leben
Holt wurde am 22. Februar 1970 im japanischen Tachikawa geboren. Um die Jahrtausendwende folgten erste Nebenrollen in den Filmen The Curse, K-PAX – Alles ist möglich und Dem Himmel so fern. Außerdem wirkte er in der Rolle des Richard Hardwick von 2000 bis 2004 in der Fernsehserie Law & Order mit. 2003 stellte er in insgesamt 14 Episoden der Fernsehserie Jung und Leidenschaftlich – Wie das Leben so spielt die Rolle des Dr. Gordo dar. 2007 wirkte er im Fernsehfilm Lake Placid 2 in der Rolle des Jägers Ahmad mit. Er übernahm Episodenrollen in verschiedenen Fernsehserien. Größere Serienrollen folgten von 2012 bis 2014 in Scandal sowie 2020 in Delilah als Mace. Seit 2020 ist er außerdem in der Rolle des Leopold Bennett in der Fernsehserie The Walking Dead: World Beyond zu sehen.

## Filmografie (Auswahl)

### Schauspiel
- 1999: The Curse
- 2000–2004: Law & Order (Fernsehserie, 4 Episoden)
- 2001: K-PAX – Alles ist möglich (K-PAX)
- 2002: Dem Himmel so fern (Far from Heaven)
- 2003: Queens Supreme (Fernsehserie, Episode 1x03)
- 2003: Jung und Leidenschaftlich – Wie das Leben so spielt (As the World Turns, Fernsehserie, 14 Episoden)
- 2004: Limbo
- 2004: Criminal Intent – Verbrechen im Visier (Law & Order: Criminal Intent, Fernsehserie, Episode 4x08)
- 2005: Law & Order: Trial by Jury (Fernsehserie, Episode 1x11)
- 2005: Gilmore Girls (Fernsehserie, Episode 6x03)
- 2005: Gnome (Kurzfilm)
- 2005: Slavery and the Making of America (Fernsehserie, Episode 1x04)
- 2006: Recalled (Kurzfilm)
- 2006: Monk (Fernsehserie, Episode 5x09)
- 2006: Spectropia
- 2007: Grey’s Anatomy (Fernsehserie, Episode 3x13)
- 2007: McBride: Dogged (Fernsehfilm)
- 2007: Close to Home (Fernsehserie, Episode 2x19)
- 2007: Lake Placid 2 (Fernsehfilm)
- 2007–2008: Prison Break (Fernsehserie, 4 Episoden, verschiedene Rollen)
- 2008: Turbo Dates (Fernsehserie, Episode 2x11)
- 2009: Powder Blue
- 2009: Criminal Minds (Fernsehserie, Episode 4x24)
- 2009: Shades of Gray (Kurzfilm)
- 2009: Brothers & Sisters (Fernsehserie, Episode 4x08)
- 2009–2010: Vicariously (Fernsehserie, 12 Episoden)
- 2009–2010: Three Rivers Medical Center (Three Rivers, Fernsehserie, 6 Episoden, verschiedene Rollen)
- 2010: Legacy
- 2011: Supernatural (Fernsehserie, Episode 6x13)
- 2011: Son of Morning
- 2011: From the Head
- 2011: The Bullet Catcher (Kurzfilm)
- 2011: Men of the Tree (Kurzfilm)
- 2012: Navy CIS (NCIS, Fernsehserie, Episode 9x15)
- 2012: Electoral Emissions (Kurzfilm)
- 2012: Leslie (Fernsehserie, Episode 1x02)
- 2012: Atheists Anonymous (Kurzfilm)
- 2012–2014: Scandal (Fernsehserie, 8 Episoden)
- 2013: Past God
- 2013: Arrested Development (Fernsehserie, Episode 4x01)
- 2013: Blood Shot
- 2013: Noël (Kurzfilm)
- 2013–2014: Franklin & Bash (Fernsehserie, 3 Episoden)
- 2013–2014: Quick Draw (Fernsehserie, 2 Episoden)
- 2014: Good Wife (The Good Wife, Fernsehserie, Episode 5x21)
- 2014: Legends (Fernsehserie)
- 2014: Film Pigs (Fernsehserie, Episode 3x41)
- 2014: The Temp Agency (Mini-Serie)
- 2014: Saving John Murphy (Kurzfilm)
- 2015: Cloudy with a Chance of Love (Fernsehfilm)
- 2015: Nostradamus (Kurzfilm)
- 2015: Ich war’s nicht (I Didn’t Do It, Fernsehserie, Episode 2x15)
- 2015: :30 Second Somebodies (Fernsehfilm)
- 2015: Limitless (Fernsehserie, Episode 1x03)
- 2015: The Player (Fernsehserie, 2 Episoden)
- 2015: Selection (Kurzfilm)
- 2016: The Blacklist (Fernsehserie, Episode 3x13)
- 2016: Navy CIS: New Orleans (NCIS: New Orleans, Fernsehserie, Episode 2x16)
- 2016: Elementary (Fernsehserie, Episode 4x22)
- 2016: BrainDead (Fernsehserie, Episode 1x08)
- 2016: Cora (Kurzfilm)
- 2016: Blue Bloods – Crime Scene New York (Blue Bloods, Fernsehserie, Episode 7x01)
- 2017: Law & Order: Special Victims Unit (Fernsehserie, Episode 18x12)
- 2017: Shoot Me Nicely (Fernsehfilm)
- 2017: 30 Second Somebodies (Fernsehserie, Episode 1x01)
- 2017: The Tick (Fernsehserie, Episode 1x03)
- 2017: Bull (Fernsehserie, Episode 2x04)
- 2018: The Locksmith (Kurzfilm)
- 2018: Instinct (Fernsehserie, Episode 1x06)
- 2018: The Good Cop (Fernsehserie, Episode 1x05)
- 2018: Atlanta Medical (Fernsehserie, Episode 2x07)
- 2018: God Friended Me (Fernsehserie, Episode 1x11)
- 2019: Marvel’s The Punisher (Fernsehserie, 2 Episoden)
- 2019: Delivery Girl (Fernsehserie)
- 2019: The Living Worst
- 2019: The Nickel (Fernsehserie)
- 2020: Seattle Firefighters – Die jungen Helden (Station 19, Fernsehserie, Episode 3x08)
- 2020: Confetti
- 2020–2021: The Walking Dead: World Beyond (Fernsehserie, 14 Episoden)
- 2021: Downeast
- 2021: Delilah (Fernsehserie, 6 Episoden)
- 2025: The Accountant 2
- 2025: Untamed (Fernsehserie, 4 Episoden)

### Produktion
- 2013: Noël (Kurzfilm; auch Regie und Drehbuch)
- 2015: Nostradamus (Kurzfilm)
- 2016: Cora (Kurzfilm)
- 2018: The Locksmith (Kurzfilm)

## Synchronisationen (Auswahl)
- 2004: The Wrong Coast (Animationsserie)
- 2004: Grand Theft Auto: San Andreas (Videospiel)
- 2005: The Warriors (Videospiel)
- 2010: Mission Scooby-Doo (Scooby-Doo Mystery Incorporated, Zeichentrickserie, Episode 1x13)
- 2011: Batman: Arkham City (Videospiel)